# Campeonato Carioca de Voleibol Feminino de 2022
O Campeonato Carioca de Voleibol Feminino de 2022 foi a 77ª edição do também chamado campeonato estadual adulto na variante feminina do Rio de Janeiro..

## Sistema de Disputa
O torneio foi disputado em fase classificatória, no qual todas as equipes jogam entre si em único turno, a disputa pelo título foi definida entre as duas melhores equipes da classificatória.

## Fase classificatória
- Vitória por 3 sets a 0 ou 3 a 1: 3 pontos para o vencedor;
- Vitória por 3 sets a 2: 2 pontos para o vencedor e 1 ponto para o perdedor.
- Em caso de igualdade por pontos, os seguintes critérios servem como desempate: número de vitórias, média de sets e média de pontos.

|  |                              |
|  | Equipe classificada à final. |

|     |                  |     | Jogos | Jogos | Jogos | Resultados | Resultados | Resultados | Resultados | Resultados | Resultados | Sets | Sets | Sets  | Pontos | Pontos | Pontos |
| Pos | Equipe           | Pts | T     | V     | D     | 3–0        | 3–1        | 3–2        | 2–3        | 1–3        | 0–3        | V    | P    | R     | V      | P      | R      |
| --- | ---------------- | --- | ----- | ----- | ----- | ---------- | ---------- | ---------- | ---------- | ---------- | ---------- | ---- | ---- | ----- | ------ | ------ | ------ |
| 1   | Fluminense       | 5   | 2     | 2     | 0     | 1          | 0          | 1          | 0          | 0          | 0          | 6    | 2    | 3,000 | 183    | 139    | 1.317  |
| 2   | Sesc-RJ Flamengo | 4   | 2     | 1     | 1     | 1          | 0          | 0          | 1          | 0          | 0          | 5    | 3    | 1.667 | 173    | 149    | 1.161  |
| 3   | Tijuca           | 0   | 2     | 0     | 2     | 0          | 0          | 0          | 0          | 0          | 2          | 0    | 6    | 0,000 | 81     | 150    | 0.540  |

Resultados
| 17 de outubro de 2022 19:30 Relatório | Fluminense | 3 – 0             | Tijuca   | Ginásio do Fluminense, Rio de Janeiro |
| 17 de outubro de 2022 19:30 Relatório | 25         | Set 1 Set 2 Set 3 | 10 14 17 | Ginásio do Fluminense, Rio de Janeiro |

| 18 de outubro de 2022 19:30 Relatório | Tijuca   | 0 – 3             | Sesc-RJ Flamengo | Ginásio do Tijuca Tênis Clube, Rio de Janeiro |
| 18 de outubro de 2022 19:30 Relatório | 13 17 10 | Set 1 Set 2 Set 3 | 25               | Ginásio do Tijuca Tênis Clube, Rio de Janeiro |

| 21 de outubro de 2022 19:00 Relatório | Sesc-RJ /Flamengo | 2 – 3                         | Fluminense  | Ginásio Hélio Maurício, Rio de Janeiro |
| 21 de outubro de 2022 19:00 Relatório | 25 18 21 9        | Set 1 Set 2 Set 3 Set 4 Set 5 | 21 23 25 15 | Ginásio Hélio Maurício, Rio de Janeiro |

## Fase final
Final
| 24 de outubro de 2022 21:30 Relatório | Fluminense     | 2 – 3                         | Sesc-RJ /Flamengo | Ginásio do Tijuca Tênis Clube, Rio de Janeiro |
| 24 de outubro de 2022 21:30 Relatório | 18 25 23 25 13 | Set 1 Set 2 Set 3 Set 4 Set 5 | 25 18 25 22 15    | Ginásio do Tijuca Tênis Clube, Rio de Janeiro |

## Premiação
| Campeonato Carioca de Voleibol de 2022 |
| Rio de Janeiro                         |
| -------------------------------------- |
| Sesc-RJ Flamengo Campeão (18º título)  |